# Palacio Aldunate
El Palacio Aldunate es una edificación neoclásica ubicada en Santiago de Chile, en la esquina de la alameda de las Delicias con la calle Ejército Libertador. Fue construido para Luis Aldunate por el arquitecto José Benito Mannheim.

## Historia

### SigloXIX
La calle Ejército Libertador es creada por orden del intendente de la época Benjamín Vicuña Mackenna quien decide, en la década de 1870, crear nuevos accesos para llegar al Parque Cousiño a través de las chacras del Callejón de Vergara y Castro. Pese a que las expropiaciones tuvieron ciertos problemas, ya que algunos inescrupulosos al saber del proyecto de Vicuña Mackenna decidieron construir pobres edificaciones para así poder cobrar hasta cuatro veces más por los terrenos, en el año 1873 fue abierta la calle Ejército Libertador, siendo una de las calles más amplias y con más adelantos de la época (pavimento de adoquines, alumbrado a gas, tranvía a la puerta, etc.).[cita requerida]
En 1893 Luis Aldunate Carrera, abogado y destacado político perteneciente al Partido Liberal, casado con Felicitas Echeverría Valdés (con quien tuvo cinco hijos), compra a la sucesión Valledor los sitios uno y dos de la calle Ejército Libertador en $99.600 para la construcción de su residencia familiar (más tres casas de renta).[cita requerida]

### SigloXX
Carrera falleció de pulmonía el 3 de abril de 1908 en Viña del Mar, por lo que su residencia pasa a manos de su viuda, hasta la muerte de ésta en 1919. Ese año su hijo, Luis Aldunate Echeverría, adquirió la propiedad (más las tres casas de renta).[cita requerida]
El mismo año, la residencia fue vendida en 550 000 pesos, a Concepción Rojas Vargas, viuda de Joglar (Registro del Conservador de Bienes Raíces, N.º 2734), que la poseería por varios años (pese a que la inscripción registra traspaso en 1938, en el rol de avalúos de Santiago de 1940 figura aún a su nombre, con un avalúo fiscal de casi 1 millón de pesos; posiblemente pertenecía ya a sus herederos Ossa Joglar, Montt Joglar, etc.).[cita requerida]
En la década de 1960, en el primer piso se realizan modificaciones para albergar locales comerciales mientras el segundo piso era ocupado como bodega.

### SigloXXI

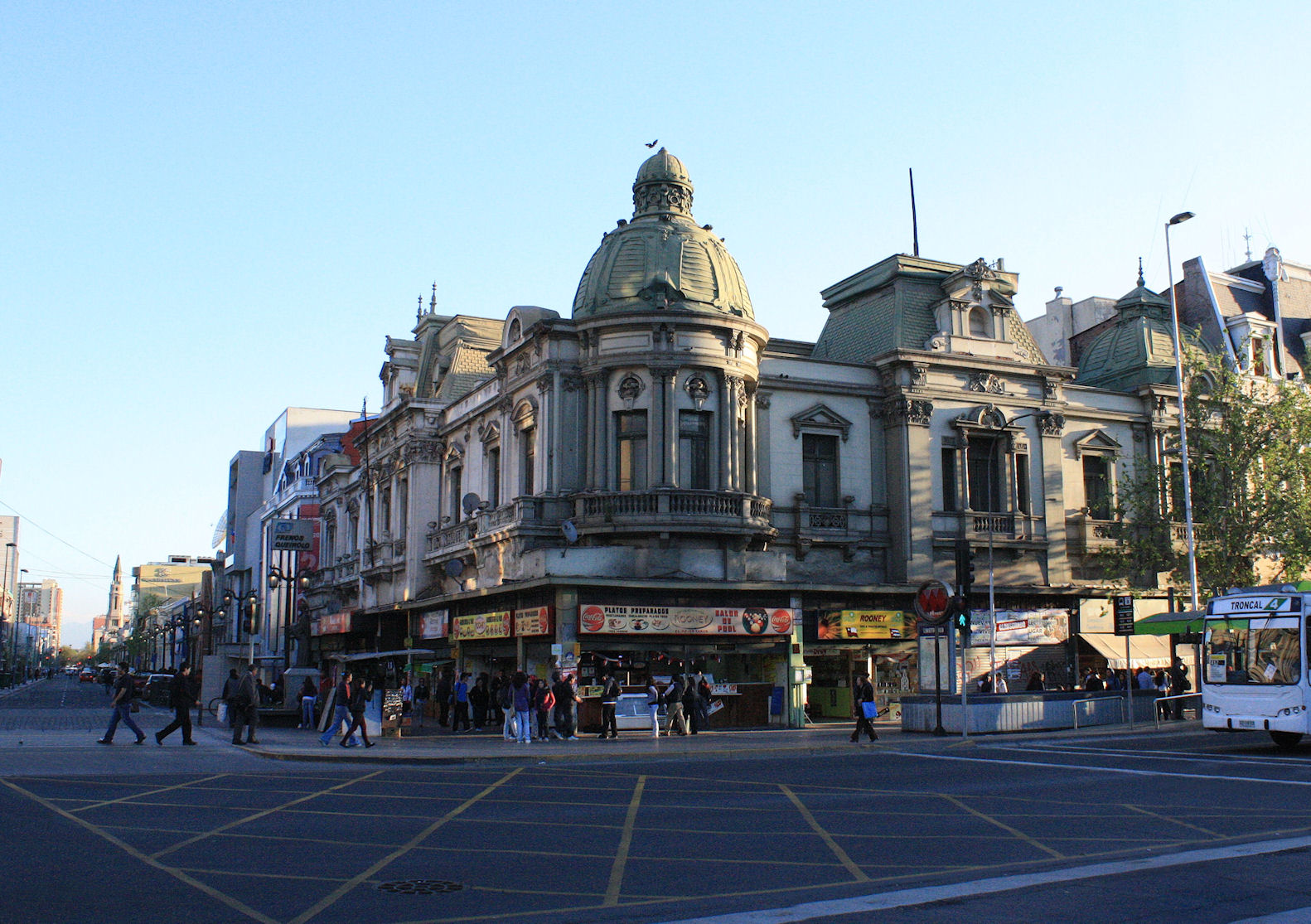
Palacio Aldunate (2010).

En 2011 fue declarado como Inmueble de Conservación Histórica por la Municipalidad de Santiago.

#### Incendio
El 10 de noviembre de 2013, a las 4:00 de la madrugada, se decretó la alarma de incendio, cuando las llamas comenzaron a consumir el palacio a causa de una falla en el sistema eléctrico, según el informe oficial. La vieja estructura del palacio que había soportado estoicamente terremotos, el abandono y la destrucción, sucumbió en unas horas, quedando solamente la fachada.

#### Restauración

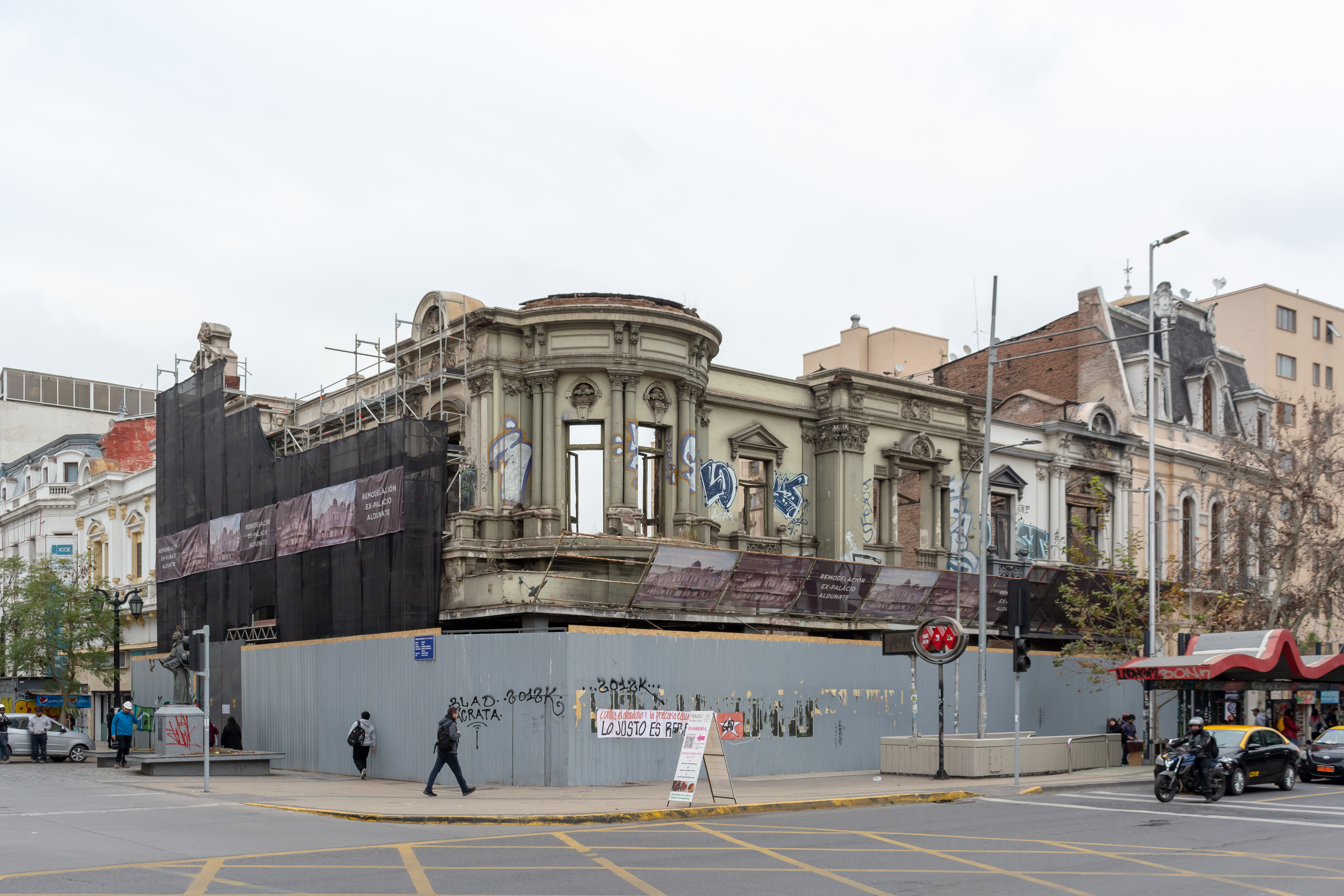
Vista del palacio durante su restauración en 2023.

En 2020 se otorgaron los permisos y tres años después comenzaron las obras de reconstrucción, despejando todo el interior destruido por el incendio, construyendo una estructura metálica que albergará locales comerciales en su primer piso, el segundo piso será un gran salón para eventos sociales. Paralelamente, se comenzó a reconstruir la fachada que será similar a la deteriorada por el paso del tiempo e incendio de 2013; el proyecto de restauración y habilitación de su interior fue encargado por la Inmobiliaria Nialem al arquitecto Andrés Orezzoli Bozzalla, del estudio de Arquitectura M+G. Se espera que la reinauguración del edificio ocurra en 2025.

## Características
En el terreno donde se emplaza el palacio Aldunate se situaba una vivienda colonial de la sucesión Valledor la que fue demolida para dar vida a una construcción de albañilería de ladrillo de dos pisos más techumbre y cúpula, que en su primer piso tenía tres casas de renta y en el segundo la vivienda de Luis Aldunate y su familia.
La fachada del edificio es de estilo bellas artes, con reminiscencias neoclásicas francesas, destaca en su esquina un remate semicircular que posee una cúpula, las ventanas poseen pilastras corintias coronadas con frontones triangulares, además de balcones abalaustrados con rejas de fierros. Su ingreso se realizaba por la calle Ejército N.º 3.